# Rosa Flanagan
Rosa Flanagan (ur. 28 lutego 1996) – nowozelandzka lekkoatletka specjalizująca się w biegach długodystansowych.
Siódma zawodniczka mistrzostw świata juniorów w Eugene (2014). W 2015 zajęła 5. miejsce na uniwersjadzie oraz bez awansu do finału startowała na mistrzostwach świata w Pekinie.
Złota medalistka mistrzostw Nowej Zelandii.

## Osiągnięcia
| Rok  | Impreza                               | Miejsce | Konkurencja                   | Pozycja    | Wynik    |
| ---- | ------------------------------------- | ------- | ----------------------------- | ---------- | -------- |
| 2013 | Mistrzostwa świata juniorów młodszych | Donieck | bieg na 1500 metrów           | eliminacje | 4:36,00  |
| 2014 | Mistrzostwa świata juniorów           | Eugene  | bieg na 3000 m z przeszkodami | 7. miejsce | 10:04,01 |
| 2015 | Uniwersjada                           | Gwangju | bieg na 3000 m z przeszkodami | 5. miejsce | 9:55,05  |
| 2015 | Mistrzostwa świata                    | Pekin   | bieg na 3000 m z przeszkodami | eliminacje | 10:00,71 |

## Rekordy życiowe
- bieg na 1500 metrów – 4:14,19 (2015)
- bieg na 3000 metrów – 9:07,85 (2015)
- bieg na 5000 metrów – 15:52,10 (2015)
- bieg na 2000 metrów z przeszkodami – 6:33,97 (2013) rekord Nowej Zelandii
- bieg na 3000 metrów z przeszkodami – 9:41,42 (2015)